# Elysioreiga splendida
Elysioreiga splendida är en stekelart som beskrevs av Heinrich 1965. Elysioreiga splendida ingår i släktet Elysioreiga och familjen brokparasitsteklar. Inga underarter finns listade i Catalogue of Life.